# Santibáñez el Bajo
Santibáñez el Bajo este un oraș din Spania, situat în provincia Cáceres din comunitatea autonomă Extremadura. Are o populație de 863 de locuitori (2006) și o suprafață de 46,15 km².
1. ↑  Nomenclátor Geográfico de Municipios y Entidades de Población (20240402 edition)